# Pracownicze plany kapitałowe
Pracownicze plany kapitałowe, PPK – dobrowolny dla osoby zatrudnionej, prywatny program inwestycyjny będący częścią tzw. III filaru polskiego systemu emerytalnego. Program jest współfinansowany przez podmiot zatrudniający, uczestnika PPK oraz państwo. Został wprowadzony ustawą z 4 października 2018 o pracowniczych planach kapitałowych, która weszła w życie 1 stycznia 2019. Za wdrożenie oraz upowszechnianie programu odpowiedzialny jest Polski Fundusz Rozwoju oraz powołana w drodze art. 77 ustawy o PPK spółka zależna PFR Portal PPK. Nadzór nad PPK sprawuje Komisja Nadzoru Finansowego. Ustawowym celem PPK jest systematyczne gromadzenie oszczędności przez uczestnika PPK z przeznaczeniem na wypłatę po osiągnięciu przez niego co najmniej 60. roku życia, na pokrycie wkładu własnego do kredytu mieszkaniowego lub w przypadku poważnej choroby uczestnika, małżonka czy dziecka. W założeniu PPK mają umożliwiać „uzupełnianie świadczeń z publicznego systemu emerytalnego do pułapu gwarantującego utrzymanie poziomu życia po zakończeniu kariery zawodowej”. 

## Historia
Projekt ustawy został zaprezentowany i skierowany do konsultacji społecznych przez Teresę Czerwińską, minister finansów w pierwszym rządzie Mateusza Morawieckiego, w lutym 2018. Według cytowanego w jej komunikacie Pawła Borysa, prezesa Polskiego Funduszu Rozwoju, projekt był wzorowany na rozwiązaniach krajów zachodnich, w tym Wielkiej Brytanii. Jako jeden z celów ustawy ustawodawca wskazał „wzmocnienie polskiego systemu finansowego, w szczególności rynku kapitałowego”. Konsultowane środowiska pracodawców i pracowników zgodziły się z tą oceną, wyrażając rachuby na „zdynamizowanie rozwoju polskiej gospodarki oraz przyspieszenie tempa wzrostu wynagrodzeń” poprzez stworzenie „stabilnego źródła finansowania” dla przedsiębiorstw. Sformułowana w wersji projektu z lipca 2018 ocena skutków regulacji oszacowała koszt 10 lat funkcjonowania programu na poziomie 32,81 mld zł dla budżetu państwa.
W lipcu 2018 Poczta Polska, największy zakład pracy w Polsce, rozpoczęła przygotowania do wprowadzenia PPK, a w lutym 2019 uruchomiła wśród pracowników kampanię edukacyjną dotyczącą programu. Zarządzanie funduszem spółka powierzyła towarzystwu emerytalnemu Pocztylion-Arka we współpracy z jego największym współudziałowcem, amerykańskim gigantem finansowym Invesco. 19 października 2020 Pocztylion-Arka dokonał pierwszego przejęcia na rynku PPK, wchłaniając fundusz PPK zarządzany przez Aegon PTE.

## Zasady funkcjonowania

### Wdrożenie PPK
Program wdrażany był etapami. Termin objęcia poszczególnych podmiotów zatrudniających przepisami ustawy został rozłożony w czasie i był uzależniony od ich stanu zatrudnienia.
Wskazać tu należy 4 etapy wdrażania PPK:
- Etap I – od 1 lipca 2019 – podmioty zatrudniające co najmniej 250 osób według stanu na 31 grudnia 2018;

- Etap II – od 1 stycznia 2020 – podmioty zatrudniające co najmniej 50 osób według stanu na 30 czerwca 2019;

- Etap III – od 1 lipca 2020 – podmioty zatrudniające co najmniej 20 osób według stanu na 31 grudnia 2019;

- Etap IV – od 1 stycznia 2021 – podmioty zatrudniające mniej niż 20 osób oraz jednostki należące do sektora finansów publicznych niezależnie od tego, ile osób zatrudniają[13].

W wyniku zmian ustawowych wprowadzonych w związku z pandemią Covid-19 w Polsce datę wdrożenia PPK dla podmiotów z II etapu wydłużono do 10 listopada 2020 (ostateczny termin podpisania umów na prowadzenie PPK).

### Powszechność i dobrowolność PPK
PPK wprowadzają pewną nowość do III filaru polskiego systemu emerytalnego, który cechuje się dobrowolnością. Chodzi tu o tzw. autozapis. Ustawa o PPK zobowiązuje bowiem podmioty zatrudniające do zapisania do PPK wszystkich osób zatrudnionych, spełniających określone warunki. Obowiązek automatycznego zapisu do PPK dotyczy jednak tylko osób, które ukończyły 18. rok życia, ale nie ukończyły 55 lat. Osoby starsze, które nie ukończyły 70 lat, mogą przystąpić do PPK na swój wniosek. Osoba zatrudniona/uczestnik PPK może jednak w każdej chwili zrezygnować z oszczędzania w programie poprzez złożenie pisemnej deklaracji o rezygnacji. W razie rezygnacji po upływie czterech lat nastąpi jednak ponowny automatyczny zapis do programu. Podmiot zatrudniający podlega karze grzywny za nakłanianie pracownika do rezygnacji z udziału w programie.

### Wpłaty do PPK
Wpłaty do PPK, przekazywane na indywidualne rachunki PPK uczestników programu, pochodzą z trzech źródeł: od uczestnika PPK, podmiotu zatrudniającego i państwa. Wyróżnić tu można 4 rodzaje wpłat do PPK:

#### Wpłaty podstawowe
Wpłata podstawowa finansowana przez podmiot zatrudniający wynosi 1,5% wynagrodzenia uczestnika PPK. Wpłata podstawowa finansowana przez uczestnika PPK to 2% jego wynagrodzenia. Wysokość ta może zostać obniżona – nie więcej jednak niż do 0,5% – jeżeli wynagrodzenie uczestnika PPK osiągane z różnych źródeł w danym miesiącu nie przekracza kwoty odpowiadającej 1,2-krotności minimalnego wynagrodzenia.
Łączna wysokość wpłat podstawowych to 3,5% wynagrodzenia uczestnika PPK.

#### Wpłaty dodatkowe
Finansujący wpłaty podstawowe mogą zdecydować też o finansowaniu dobrowolnych wpłat dodatkowych. I tak podmiot zatrudniający może zadeklarować finasowanie takich wpłat w wysokości nie większej niż 2,5% wynagrodzenia uczestnika PPK, a uczestnik PPK może zdecydować się na wpłaty dodatkowe w maksymalnej wysokości 2% jego wynagrodzenia.
Łączna, maksymalna wysokość wpłat dodatkowych to 4,5% wynagrodzenia uczestnika PPK.

#### Wpłata powitalna
Jednorazowa wpłata powitalna finansowana z Funduszu Pracy, w wysokości 250 zł, przysługuje uczestnikowi PPK, który jest uczestnikiem PPK przez co najmniej 3 pełne miesiące kalendarzowe, a w okresie jego uczestnictwa w PPK dokonano finansowanych przez niego wpłat podstawowych za co najmniej 3 miesiące.
Wpłata powitalna jest przekazywana uczestnikowi PPK, który spełnił warunki do jej otrzymania, przez ministra właściwego do spraw pracy, za pośrednictwem Polskiego Funduszu Rozwoju.

#### Dopłaty roczne
Dopłata roczna w wysokości 240 zł przysługuje uczestnikom PPK, których wpłaty podstawowe i dodatkowe w danym roku (finansowane przez pracownika i pracodawcę) wyniosą co najmniej 3,5% 6-krotności minimalnego wynagrodzenia obowiązującego w roku, za który dopłata jest należna. Uczestnicy, których wpłaty podstawowe są niższe niż 2% (osoby o niższych dochodach), muszą zgromadzić co najmniej 25% powyższej kwoty.

### Zarządzanie funduszami
Obsługę środków zgromadzonych w programie powierzono towarzystwom funduszy inwestycyjnych (TFI), które w myśl projektu z lipca 2018 miały dysponować kapitałem zakładowym powyżej 10 mln zł i być obecne na rynku dłużej niż 3 lata. Towarzystwa te zawierają umowę z zakładem pracy.

### Strategia inwestycyjna w PPK
Gromadzone na rachunkach uczestników PPK środki są lokowane w fundusze lub subfundusze, które różnicują poziom ryzyka w zależności od wieku uczestnika, czyli  tzw. fundusze zdefiniowanej daty. Rok w nazwie funduszu oznacza rok, w którym wiek 60 lat osiągną osoby urodzone w roku stanowiącym środek pięcioletniego przedziału roczników, dla których dany fundusz zdefiniowanej daty jest właściwy. Koncepcja funduszy zdefiniowanej daty (zwanych też funduszami cyklu życia) polega na tym, że polityka inwestycyjna zmienia się wraz z wiekiem inwestora. Na początku inwestycji w portfelu dominują aktywa o większym ryzyku i większej potencjalnej stopie zwrotu (głównie akcje), a bliżej daty docelowej są one zastępowane papierami o niższym poziomie ryzyka, ale też niższej potencjalnej stopie zwrotu (m.in. obligacje). Takie podejście ma służyć ochronie zgromadzonych środków. To zarządzający wybiera klasy aktywów i dopasowuje strukturę portfela (ang. rebalancing) do sztywno ustalonej ścieżki alokacji (ang. glide path). Za granicą dopuszczalne jest inwestowanie 30% środków danego funduszu.

### Wypłaty z PPK

#### Wypłata po ukończeniu 60. roku życia
Z założenia środki zgromadzone na rachunku PPK uczestnik może wypłacić, na swój wniosek, po ukończeniu 60. roku życia. To, kiedy po osiągnięciu 60. roku życia rozpocząć wypłatę oraz w jaki sposób, zależy wyłącznie od uczestnika PPK. Przy czym to, na jaki wariant zdecyduje się dany uczestnik, przesądzi o tym, czy będzie on zobowiązany do zapłaty podatku od zysków kapitałowych, czy też nie.
Jeżeli uczestnik PPK wypłaci 25% środków jednorazowo, a 75% w co najmniej 120 miesięcznych ratach albo 100% środków w co najmniej 120 miesięcznych ratach nie zapłaci podatku dochodowego (ani według skali podatkowej, ani zryczałtowanego).
Jeśli jednak uczestnik PPK podejmie decyzję o wypłacie 100% albo 75% środków w mniejszej niż 120 liczbie miesięcznych rat, zapłaci 19% zryczałtowany podatek dochodowy od zysków kapitałowych wypracowanych przez 75% środków.

#### Wypłata z ważnego powodu przed ukończeniem 60. roku życia
Wypłata środków zgromadzonych na rachunku PPK, przed 60. rokiem życia, możliwa jest tylko w ściśle określonych przypadkach. I tak:
- uczestnik PPK, który nie ukończył 45 lat, może wnioskować o jednorazową wypłatę do 100% wartości środków zgromadzonych na jego rachunku PPK, na pokrycie wkładu własnego w związku z zaciągnięciem kredytu hipotecznego m.in. na budowę lub przebudowę budynku mieszkalnego, zakup domu, mieszkania albo działki (z obowiązkiem zwrotu w wartości nominalnej)[31];
- uczestnik PPK, bez względu na wiek, może wnioskować o wypłatę do 25% zgromadzonych środków w przypadku poważnego zachorowania uczestnika PPK, jego małżonka lub dziecka (bez obowiązku zwrotu)[32].

W tych przypadkach nie jest pobierany podatek od zysków kapitałowych.

#### Wypłata bez ważnego powodu przed ukończeniem 60. roku życia
Przed ukończeniem 60 lat uczestnik może wycofać środki zgromadzone na jego rachunku PPK, bez podawania przyczyny, dokonując tzw. zwrotu. W takim przypadku otrzyma on jednak środki, pomniejszone 
- 19% podatek od zysków kapitałowych;
- 30% środków pochodzących z wpłat finansowanych przez podmiot zatrudniający, które trafią do ZUS. Informacja o tej kwocie zostanie zarejestrowana na koncie uczestnika PPK w ZUS jako jego składka na ubezpieczenie emerytalne, podwyższając w ten sposób kapitał emerytalny tej osoby, co będzie miało wpływ na wysokość świadczenia wypłacanego w przyszłości przez ZUS;
- środki pochodzące z wpłaty powitalnej i dopłat rocznych od państwa, które stanowiły premię za systematyczne oszczędzanie w PPK (środki te wrócą do Funduszu Pracy)[33].

## Ocena programu
Zdaniem profesor ekonomii w Szkole Głównej Handlowej w Warszawie Leokadii Oręziak PPK jest rozwiązaniem niesprawiedliwym, które uzależniając zabezpieczenie materialne przyszłych emerytów od rynku, nie daje żadnej gwarancji na uzyskanie świadczeń emerytalnych, podobnie jak w przypadku otwartych funduszy emerytalnych. Zdefiniowana jest bowiem jedynie wpłata. Oprócz zagrożeń wynikających z kryzysów finansowych Oręziak zwróciła uwagę na to, że stopniowanie ryzyka inwestycyjnego w zależności od wieku uczestnika programu nie chroni przed defraudacją środków przez towarzystwa zarządzające funduszami. Zaliczyła program do działań na rzecz prywatyzacji systemu emerytalnego, dla których niezbędnym punktem wyjścia było podważenie zaufania społecznego do ZUS. Wskazała, że celem programu jest włączenie do udziału w inwestycjach giełdowych także osób, które nie mogą sobie pozwolić na takie ryzyko. Wyjaśniła, że beneficjentami programu są instytucje sektora finansowego, które za pośrednictwem TFI uzyskują środki do niekontrolowanego demokratycznie inwestowania, podczas gdy ryzyko i koszty tych operacji obciążają uczestników oraz finanse publiczne, a funkcjonowanie programu pogłębi nierówności społeczne i zwiększy zadłużenie publiczne. Skrytykowała mechanizm automatycznego i ponownego zapisu w kontekście nikłego zainteresowania Polaków poprzednimi programami tego typu, jak IKE i IKZE. Podkreśliła brak odniesienia do emerytury w nazwie programu, a także w całym tekście projektu wprowadzającej go ustawy. Wskazała na sprzeczność pomiędzy dziedzicznością środków zgromadzonych w PPK a założeniami repartycyjnych systemów emerytalnych i uznała reklamowanie programu jako prywatnego za wprowadzające w błąd z uwagi na dopłaty do PPK ze środków państwa oraz udział pracowników sektora publicznego. Wyraziła sprzeciw wobec zachęt do uczestnictwa w programie ze strony państwa, określając je „wspieraniem pieniędzmi publicznymi zysków instytucji finansowych”. Podsumowała program PPK jako „ogromny transfer pieniędzy z wynagrodzeń i z finansów publicznych, czyli od nas wszystkich, do wąskiej wybranej grupy”, podkreślając nierówną dystrybucję płynących z niego korzyści.
Według pracownika naukowego Uniwersytetu Wrocławskiego Sebastiana Jakubowskiego program jest przedstawiany jako źródło dodatkowego zabezpieczenia emerytalnego, natomiast „szczegółowa analiza konstrukcji systemu PPK prowadzi do wniosku, że jest to przede wszystkim system o charakterze inwestycyjnym”.
Związany z Partią Razem ekonomista Marcin Wroński uznał ustawę o PPK za „prezent dla sektora finansowego, w którym wcześniej pracował premier Morawiecki”. Wyjaśnił, że „tworząc filar kapitałowy systemu emerytalnego, państwo zapewnia stały strumień przychodów sektorowi finansowemu”, rekrutując dla niego mało świadomych tej sytuacji klientów i obniżając koszty zarządzania. Przestrzegł, że postawiony przed programem cel obniżenia konsumpcji i zwiększenia oszczędności poprzez dobrowolne uczestnictwo może nie zostać zrealizowany, ponieważ subsydia państwowe mogą zastąpić dotychczasowe oszczędności, a mniej zamożni będą skłonni do rezygnacji z programu.

## Poziom partycypacji w PPK
Bieżące dane o PPK prezentowane są co miesiąc przez PFR Portal PPK.  
Według danych z końca października 2024 partycypacja wynosiła 49,7%, przy czym najwyższa była w podmiotach 250+ (79,0%), które przystąpiły do programu w 2019. Ponadto partycypacja wyższa była w sektorze prywatnym (56,9%) niż publicznym (28,1%). W tym czasie najwyższa partycypacja była w województwach: mazowieckim (69,7%), dolnośląskim (54,5%) i wielkopolskim (52,3%).